# 洙水河
洙水河，位于山东省西南部，属于南四湖水系。原名“潴水河”。民国二十一年（1932年）浚治时改名为“洙水河”。今洙水河被洙赵新河和郓巨河分为上中下三段，上段长64公里，发源于菏泽市牡丹区佃户屯东北，向东大致沿牡丹区与定陶县边界，进入巨野县，在县城南部永丰街道的毛张庄村截入洙赵新河。中段自毛张庄村起向东经县城南部，至城东麒麟镇孙庄入郓巨河。下段自孙庄起，向东流经嘉祥县南部，至济宁市市中区唐口街道的东北村注入南阳湖，下段全长47公里，流域面积571平方公里。 洙水河航道正在计划改造工程，设计标准为单线三级航道，以1000吨级驳船队为主。